# کریس سیتز
کریس سیتز (انگلیسی: Chris Seitz؛ زادهٔ ۱۲ مارس ۱۹۸۷) یک بازیکن فوتبال اهل ایالات متحده آمریکا است.